# Posto de observação

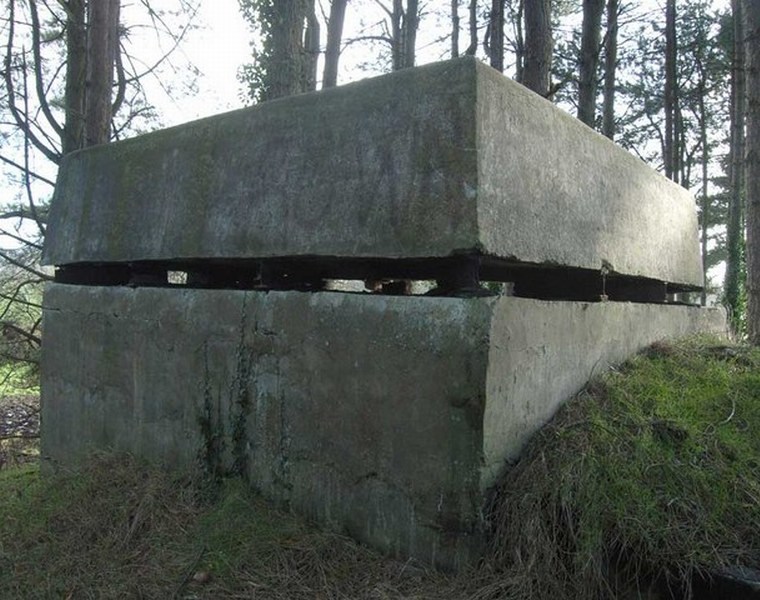
Um posto de observação para defesa em aeródromo

Um posto de observação, temporário ou fixo, é uma posição na qual os soldados podem observar os movimentos do inimigo, para alertar quando alguem se aproxima ou para direcionar fogo de artilharia. Na estrita terminologia militar, um posto de observação é qualquer posição pré-selecionada a partir da qual observações devem ser feitas -. isso pode incluir instalações temporárias, como um veículo estacionado em um posto de controle na estrada, ou até mesmo de um avião no ar.

## Operação

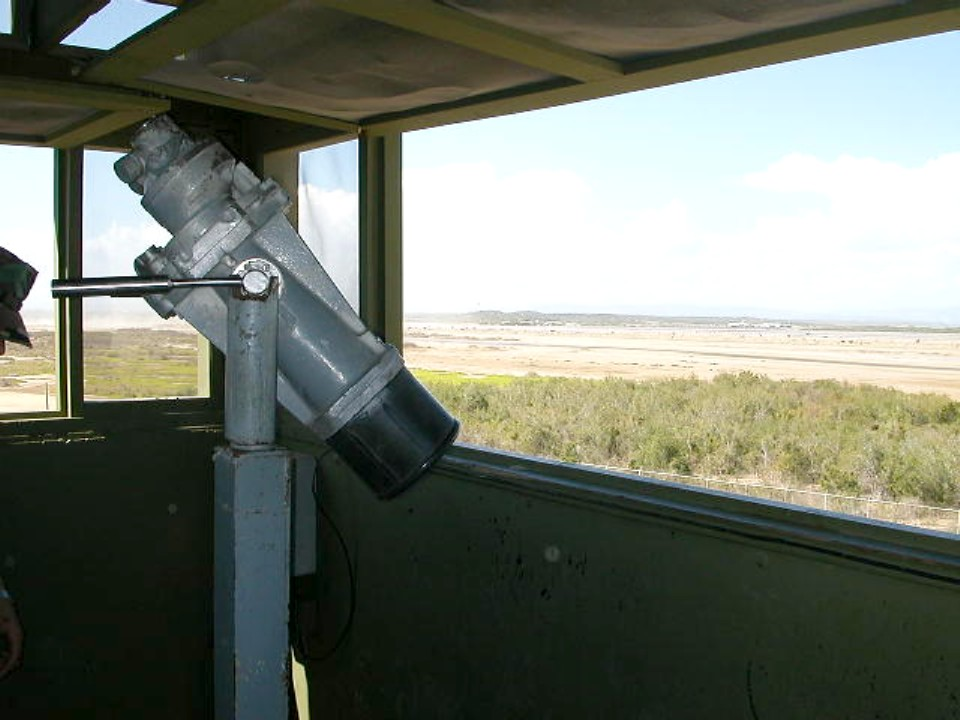
Posto de observação americano em Guantanamo

Ao selecionar um posto de observação (temporário), tropas treinadas devem evitar locais óbvios e evidentes, tais como colinas, torres de água ou de outras características de terreno isolados, e  assegurar que o posto de observação pode ser alcançado através de uma rota oculta. Isto é especialmente importante pelo observador ter que ser alternado constantemente, devido a vigilância diminuir acentuadamente ao decorrer do tempo.
Postos de observação devem ser lotado com pelo menos dois observadores (mais, para a rotação de defesa e observação, se o posto é para ser mantido por períodos mais longos), e deve ser fornecido um meio de comunicação com a sua cadeia de comando, de preferência por telefone, ou por rádio.

## Estrutura
Muitas vezes, sendo posicionado em segredo perto do inimigo, um posto de observação geralmente é uma construção pequena, muitas vezes, consiste em grande parte de materiais de camuflagem. No entanto, quando as linhas de frente são  estáveis por um longo tempo, um posto de observação pode se transformar em um bunker.
Um exemplo de postos de observação improvisado foi a  Igreja Batista de Gaza, que foi usada tanto por tropas da Fatah e da Hamas durante o conflito Fatah-Hamas.